# Hạt của Litva
Lãnh thổ Litva được chia thành 10 hạt (tiếng Litva: số ít apskritis, số nhiều apskritys), tất cả đều được đặt tên theo thủ phủ của chúng. Các hạt được chia thành 60 khu tự quản (tiếng Litva: số ít savivaldybė, số nhiều savivaldybės): 9 khu tự quản thành phố, 43 khu tự quản huyện và 8 khu tự quản. Mỗi khu tự quản sau đó được chia thành các khu trưởng lão (tiếng Litva: số ít seniūnija, số nhiều seniūnijos). Phân cấp này được tạo ra vào năm 1994 và được sửa đổi một chút vào năm 2000.
Cho đến năm 2010, các hạt được quản lý bởi các thống đốc hạt (tiếng Litva: số ít – apskrities viršininkas, số nhiều – apskrities viršininkai) do chính quyền trung ương ở Vilnius bổ nhiệm. Nhiệm vụ chính của họ là đảm bảo rằng các khu tự quản tuân thủ luật pháp và Hiến pháp Litva. Họ không có quyền hạn lớn, và vì vậy có ý kiến cho rằng 10 hạt là quá nhiều đối với Litva vì hai hạt nhỏ nhất chỉ quản lý bốn khu tự quản. Do đó, vào ngày 1 tháng 7 năm 2010, các cơ quan hành chính cấp hạt đã bị bãi bỏ, nhưng bản thân các hạt vẫn được giữ lại cho mục đích thống kê và báo cáo.
Không nên nhầm lẫn apskritys hiện tại với apskritys tồn tại ở Litva độc lập trong thời kỳ giữa hai thế chiến. Vào thời điểm đó, Litva có một bộ máy hành chính hai cấp: apskritys được chia thành valsčius. Litva hiện có sự phân chia ba cấp: hạt, khu tự quản và khu trưởng lão ( apskritys, savivaldybės và seniūnijos).

## Bản đồ
Bản đồ này cho thấy các hạt cũng như các khu tự quản. Tám khu tự quản thành phố và hai khu tự quản được đánh dấu bằng số:
| 1 – Khu tự quản thành phố Vilnius 2 – Khu tự quản thành phố Kaunas 3 – Khu tự quản thành phố Klaipėda | 4 – Khu tự quản thành phố Panevėžys 5 – Khu tự quản thành phố Šiauliai 6 – Khu tự quản thành phố Alytus | 7 – Khu tự quản Birštonas 8 – Khu tự quản thành phố Palanga 9 – Khu tự quản Visaginas 10 – Khu tự quản thành phố Neringa |

## Danh sách
| #  | Hạt                            | Thủ phủ     | Diện tích km2 (hạng) | Dân số (2022) | Mật độ dân số (trên km2) | GDP (danh nghĩa) (tỷ EUR) | GDP (bình quân) (EUR) | Lương trung bình (2022) (EUR) | HDI (2022) | Khu tự quản |
| -- | ------------------------------ | ----------- | -------------------- | ------------- | ------------------------ | ------------------------- | --------------------- | ----------------------------- | ---------- | --- |
| 1  | Alytus (nghe • thông tin)      | Alytus      | 5.418 (6)            | 142.000       | 25                       | 1,4                       | 10.600                | 1.435,3                       | 0,836      | - Alytus (thành phố) - Alytus (huyện) - Druskininkai - Lazdijai (huyện) - Varėna (huyện)                                                               |
| 2  | Kaunas (nghe • thông tin)      | Kaunas      | 8.086 (3)            | 594.000       | 70                       | 10,2                      | 18.000                | 1.798,4                       | 0,877      | - Birštonas - Jonava (huyện) - Kaišiadorys (huyện) - Kaunas (thành phố) - Kaunas (huyện) - Kėdainiai (huyện) - Prienai (huyện) - Raseiniai (huyện)     |
| 3  | Klaipėda (nghe • thông tin)    | Klaipėda    | 5.222 (7)            | 333.000       | 61                       | 5,3                       | 16.400                | 1.647,0                       | 0,871      | - Klaipėda (thành phố) - Klaipėda (huyện) - Kretinga (huyện) - Neringa - Palanga (thành phố) - Skuodas (huyện) - Šilutė (huyện)                        |
| 4  | Marijampolė (nghe • thông tin) | Marijampolė | 4.466 (8)            | 129.000       | 31                       | 1,5                       | 10.800                | 1.426,9                       | 0,825      | - Kalvarija - Kazlų Rūda - Marijampolė - Šakiai (huyện) - Vilkaviškis (huyện)                                                                          |
| 5  | Panevėžys (nghe • thông tin)   | Panevėžys   | 7.878 (4)            | 204.000       | 27                       | 2,7                       | 13.000                | 1.502,9                       | 0,842      | - Biržai (huyện) - Kupiškis (huyện) - Panevėžys (thành phố) - Panevėžys (huyện) - Pasvalys (huyện) - Rokiškis (huyện)                                  |
| 6  | Šiauliai (nghe • thông tin)    | Šiauliai    | 8.537 (2)            | 274.000       | 31                       | 3,5                       | 13 400                | 1.485,9                       | 0,841      | - Akmenė (huyện) - Joniškis (huyện) - Kelmė (huyện) - Pakruojis (huyện) - Radviliškis (huyện) - Šiauliai (thành phố) - Šiauliai (huyện)                |
| 7  | Tauragė (nghe • thông tin)     | Tauragė     | 4.349 (9)            | 100.000       | 21                       | 0,9                       | 9.700                 | 1.396,1                       | 0,811      | - Jurbarkas (huyện) - Pagėgiai - Šilalė (huyện) - Tauragė (huyện)                                                                                      |
| 8  | Telšiai (nghe • thông tin)     | Telšiai     | 4.350 (10)           | 147.000       | 30                       | 1,6                       | 12.600                | 1.547,8                       | 0,842      | - Mažeikiai (huyện) - Plungė (huyện) - Rietavas - Telšiai (huyện)                                                                                      |
| 9  | Utena (nghe • thông tin)       | Utena       | 7.191 (5)            | 142.000       | 18                       | 1,3                       | 10.500                | 1.435,4                       | 0,825      | - Anykščiai (huyện) - Ignalina (huyện) - Molėtai (huyện) - Utena (huyện) - Visaginas - Zarasai (huyện)                                                 |
| 10 | Vilnius (nghe • thông tin)     | Vilnius     | 9.730 (1)            | 837.000       | 84                       | 21,1                      | 25.600                | 2.002,0                       | 0,907      | - Elektrėnai - Šalčininkai (huyện) - Širvintos (huyện) - Švenčionys (huyện) - Trakai (huyện) - Ukmergė (huyện) - Vilnius (thành phố) - Vilnius (huyện) |
|    | Litva                          | Vilnius     | 65.300               | 2.902.000     | 43                       | 49,5                      | 17.700                | 1.789,0                       | 0,869      | |